# 고시미즈촌
고시미즈촌(越水村)은 아오모리현 니시쓰가루군에 설치되었던 촌이다. 현재의 쓰가루시에 해당한다.